# Turcoraphidia acerba
Turcoraphidia acerba är en halssländeart som först beskrevs av H. Aspöck och U. Aspöck 1966.  Turcoraphidia acerba ingår i släktet Turcoraphidia och familjen ormhalssländor. Inga underarter finns listade i Catalogue of Life.